# Los Angeles: ospedale nord
Los Angeles: ospedale nord (The Interns) è una serie televisiva statunitense in 24 episodi trasmessi per la prima volta nel corso di una sola stagione dal 1970 al 1971.
È una serie del genere medico incentrata sulle vicende del personale del New North Hospital di Los Angeles. È basata sul film La pelle che scotta (The Interns) del 1962 e sul suo seguito The New Interns del 1964. La serie è conosciuta in Italia anche con il titolo California Hospital.

## Trama
Il dottor Peter Goldstone e cinque medici stagisti (Sam Marsh, sposato con Bobbe, Jim “Pooch” Hardin, Lydia Thorpe, Cal Baron e Greg Pettit) lavorano al New North Hospital di Los Angeles. Oltre al rapporto medico-paziente, la serie affronta anche i rapporti tesi tra l'irascibile Goldston e i tirocinanti basandosi su elementi quali il razzismo nei confronti di uno degli stagisti (un afroamericano) o altri rapporti conflittuali di varia natura legati alla professione o alla vita personale.

## Personaggi e interpreti
- Dottor Greg Pettit (24 episodi, 1970-1971), interpretato da Stephen Brooks.
- Dottor Pooch Hardin (24 episodi, 1970-1971), interpretato da Christopher Stone.
- Dottor Cal Barrin (24 episodi, 1970-1971), interpretato da Hal Frederick.
- Bobbe Marsh (24 episodi, 1970-1971), interpretata da Elaine Giftos.
- Dottor Sam Marsh (24 episodi, 1970-1971), interpretato da Mike Farrell.
- Dottoressa Lydia Thorpe (24 episodi, 1970-1971), interpretata da Sandra Smith.
- Dottor Peter Goldstone (24 episodi, 1970-1971), interpretato da Broderick Crawford.
- Dottor Hugh Jacoby (24 episodi, 1970-1971), interpretato da Skip Homeier.
- Fever Victim (3 episodi, 1970-1971), interpretato da Radames Pera.
- Snyder (2 episodi, 1970-1971), interpretato da Pat Harrington Jr..
- Maria (2 episodi, 1971), interpretata da Pat Carroll.

## Produzione
La serie fu prodotta da Screen Gems Television. Le musiche furono composte da Shorty Rogers.

### Registi
Tra i registi sono accreditati:
- Allen Reisner in 5 episodi (1970-1971)
- Marvin J. Chomsky in 2 episodi (1970-1971)
- David Lowell Rich in 2 episodi (1970-1971)

### Sceneggiatori
Tra gli sceneggiatori sono accreditati:
- William Blinn in 7 episodi (1970-1971)
- Charles Larson in 4 episodi (1970-1971)
- Don Brinkley in 2 episodi (1970-1971)
- Howard Dimsdale in 2 episodi (1970-1971)
- Richard Frede in 2 episodi (1970-1971)
- Jack Miller in 2 episodi (1970-1971)
- Walter Newman in 2 episodi (1970-1971)
- David Swift in 2 episodi (1970-1971)

## Distribuzione
La serie fu trasmessa negli Stati Uniti dal 18 settembre 1970 al 26 marzo 1971 sulla rete televisiva CBS. In Italia è stata trasmessa negli anni 1980 su reti locali con il titolo Los Angeles: ospedale nord.

## Episodi
| Stagione       | Episodi | Prima TV USA |
| -------------- | ------- | ------------ |
| Prima stagione | 24      | 1970-1971    |